# Neoleria lutea
Neoleria lutea är en tvåvingeart som först beskrevs av Friedrich Hermann Loew 1863.  Neoleria lutea ingår i släktet Neoleria och familjen myllflugor. Inga underarter finns listade i Catalogue of Life.